# Georg Dahm
Pour les articles homonymes, voir Dahm.
Georg Dahm (né le 10 janvier 1904 à Hambourg - 30 juillet 1963 à Kiel) est un juriste allemand.
Dahm est considéré avec Friedrich Schaffstein (de) comme un des principaux représentants de la pénologie national-socialiste.

## Œuvres
- Täterschaft und Teilnahme im amtlichen Entwurf eines Allgemeinen Deutschen Strafgesetzbuches: Ein kritischer Beitrag zur Lehre von der Teilnahme als ein Problem der Gesetzgebung, Breslau 1927
- Das Strafrecht Italiens im ausgehenden Mittelalter, Berlin et Leipzig 1931
- Liberales oder autoritäres Strafrecht, Hambourg 1933 (gemeinsam mit Friedrich Schaffstein)
- Verrat und Verbrechen, in: ZgStW 95(1935), p. 283-310
- Verbrechen und Tatbestand, in: Karl Larenz (Hg.), Grundfragen der neuen Rechtswissenschaft, Berlin 1935, p. 62-107
- Der Tätertyp im Strafrecht, in: Festschrift für Heinrich Siber, Leipzig 1940
- Sühne, Schutz und Reinigung im neuen deutschen Strafrecht, in: Deutsches Recht (DR) 1944 p. 2ff.
- Deutsches Recht, Hambourg 1944 (2. Aufl. 1951, 3. Aufl. 1963)
- Völkerrecht (3 Bände), Stuttgart 1958-1961